# Der Backzutatenverband
Der Backzutatenverband ist ein eingetragener Verein mit Sitz in Berlin-Mitte und verfügt über ein Büro in Wien. Als Berufsverband vertritt er die Interessen der Hersteller von im Bäckerei- bzw. Konditoreigewerbe verwendeten Zutaten. Sein Fokus richtet sich dabei ausschließlich auf Produkte für gewerbliche Weiterverarbeiter.
Zu seinen satzungsmäßigen Aufgaben gehören die Beratung und Unterstützung seiner Mitglieder in allen die Branche betreffenden wirtschaftlichen, juristischen und öffentlichkeitsrelevanten Fragestellungen, die Marktbeobachtung und die Bereitstellung und Verbreitung brancheninternen Wissens.

## Interessenbereich
Der Backzutatenverband vertritt seit 1948 die Interessen seiner Branche gegenüber politischen Entscheidungsträgern und staatlichen Behörden auf Landes-, Bundes- und Europaebene – wie der EU-Kommission und dem Europäischen Parlament. Er begleitet laufende Gesetzesvorhaben und schaltet sich entweder direkt oder aber indirekt über nationale und europäische Dachverbände mit seinen Stellungnahmen in die Gesetzgebung ein und ist beratender Ansprechpartner der genannten Institutionen innerhalb dieses Geschäftsbereichs. Außerdem ist er seit 2002 auch in Österreich vertreten.

## Zusammenarbeit mit branchennahen Organisationen
Der Backzutatenverband sucht die gemeinsame Interessensvertretung mit branchennahen Organisationen. Er ist daher Mitglied in den großen Dachverbänden der Lebensmittelbranche auf nationaler und europäischer Ebene. Hierzu zählen
a) der Verband der Europäischen Backmittel- und Backgrundstoffhersteller FEDIMA,
b) der Spitzenverband der Europäischen Ernährungsindustrie FoodDrinkEurope und
c) der Lebensmittelverband Deutschland.
Daneben engagiert der Backzutatenverband sich im Bereich der Forschung. Er unterstützt regelmäßig Projekte der vorwettbewerblichen Forschung und ist Mitglied im Forschungskreis der Ernährungsindustrie e.V.
Darüber hinaus ist er Mitglied in der
Arbeitsgemeinschaft Getreideforschung e.V., Detmold und der
Berlin-Brandenburgischen Gesellschaft für Getreideforschung e.V., Berlin.
In enger Abstimmung arbeitet der Backzutatenverband u. a. mit folgenden Kundenverbänden und Partnern vertrauensvoll und konstruktiv zusammen:
1. Zentralverband des Deutschen Bäckerhandwerks e.V.,
2. Verband Deutscher Großbäckereien e.V.,
3. Deutscher Konditorenbund,
4. Verband Deutscher Mühlen,
5. Bundesverband der Deutschen Süßwarenindustrie e.V.,
6. Fachverband der Lebensmittelindustrie – Wirtschaftskammer Österreich,
7. Gesellschaft Deutscher Chemiker e.V. und der
8. Zentrale zur Bekämpfung unlauteren Wettbewerbs e.V.

Der Verband ist Gründungsmitglied im Netzwerk Lebensmittelforum und der DGVM.